# Рио Марле (Бреша)
Рио Марле је насеље у Италији у округу Бреша, региону Ломбардија.
Према процени из 2011. у насељу је живело 66 становника. Насеље се налази на надморској висини од 129 м.